# Heerlijkheid Rostock
De heerlijkheid of het vorstendom Rostock was een staat in het Heilige Roomse Rijk. Het ontstond na de eerste Mecklenburgse deling in 1234, na de dood van Hendrik Borwin II van Mecklenburg in 1227. Het was genoemd naar het kasteel en de nederzetting Rostock en bestond uit de gebieden Kessin, Kröpelin, Doberan, Ribnitz, Marlow, Sülze en Tessin in de tegenwoordige deelstaat Mecklenburg-Voor-Pommeren. In 1236 werden Gnoien en Kalen aan het territorium toegevoegd.
De eerste vorst van Rostock was Hendrik Borwin III, de laatste zijn kleinzoon Nicolaas I.
Na een paar mislukte pogingen van twee andere Mecklenburgse vorstendommen, Werle en Mecklenburg, om de macht in Rostock te verwerven zocht Nicolaas I in 1300 steun en bescherming bij koning Erik VI van Denemarken. Hierdoor kwam het land de facto in bezit van Denemarken. In 1311 probeerde Hendrik II van Mecklenburg Rostock te veroveren, wat hem op 15 december 1312 lukte.
In 1314 stierf Nicolaas zonder mannelijke nakomelingen. De stad Rostock zag Hendrik II al sinds 1312 al vertegenwoordiger van de Deense koning. Na een nieuwe oorlog veroverde hij Rostock en sloot hierna op 21 mei 1323 vrede met de Deense koning Christoffel II. Hij ontving Rostock, Gnoien en Schwaan als erfelijk leen van Denemarken en de heerlijkheid Rostock hield op te bestaan als zelfstandig land.